# Nkoltsit
Ntouessong V est une localité de la région du Centre au Cameroun, située dans l'arrondissement de la commune de Soa et le département de la Méfou-et-Afamba, sur l'axe Soa-Esse et à 3 km de Soa.

## Population
Lors du recensement de 2005, la commune comptait 181 habitants, répartis en 112 femmes pour 69 hommes.